# ثنیه نصر
ثنیه نصر (به عربی: ثنیة النصر) یک شهرداری در الجزایر است که در استان برج بوعریریج واقع شده‌است. ثنیه نصر ۶٬۸۰۸ نفر جمعیت دارد.